# Namensrecht (Deutschland)
Das Namensrecht in der Bundesrepublik Deutschland ist durch verschiedene Regelungen, insbesondere durch das Bürgerliche Gesetzbuch, festgesetzt. Das Namensrecht besteht sowohl aus dem Recht auf einen Namen als auch aus dem Recht, das sich aus dem Namen ergibt.
Zu Regelungen bezüglich der Auswahl von Vornamen für Kinder siehe auch Vorname (Deutschland).

## Recht aus einem Namen
Das Namensrecht als absolutes Recht ist in Deutschland in § 12 BGB geregelt. Es erlischt mit dem Tod des Betreffenden (siehe postmortales Persönlichkeitsrecht).
Der Träger eines Namens kann einem Unbefugten die Verwendung seines Namens untersagen und ihn bei Besorgnis weiterer unbefugter Verwendung auf Unterlassung in Anspruch nehmen. Des Weiteren kann der Namensinhaber Schadensersatz verlangen, soweit ihm durch die unbefugte Verwendung ein Schaden entstanden ist. Der Nichtberechtigte hat über die Eingriffskondiktion dasjenige, was er infolge des widerrechtlichen Namensgebrauchs erlangt hat, dem Berechtigten herauszugeben.
Diese Ansprüche spielen bei Namen, die in der Werbung verwandt werden (jemand lässt ohne Zustimmung von Boris Becker Kleidungsstücke mit diesem Namensaufdruck erzeugen) oder bei der Vergabe von Domain-Adressen (jemand meldet eine Domain-Adresse unter seinem oder unter einem fremden Namen an, der eine notorisch bekannte Firma ist; für Näheres siehe: Domainnamensrecht) immer wieder eine Rolle.
Zu unterscheiden ist das absolute Namensrecht jedoch vom Markenrecht, das (eingetragene oder durch Benutzung geschützte) Warenzeichen, die nicht Name einer Person sind, schützt. Das Firmenrecht regelt den Namen, unter welchem ein Kaufmann sein Gewerbe führt und Unterschriften leistet.
Das Namensrecht umfasst im Gegensatz zum Urheberrecht nur die namensmäßige Benutzung des Namens, nicht aber die reine Nennung.

## Bürgerliche Regelungen

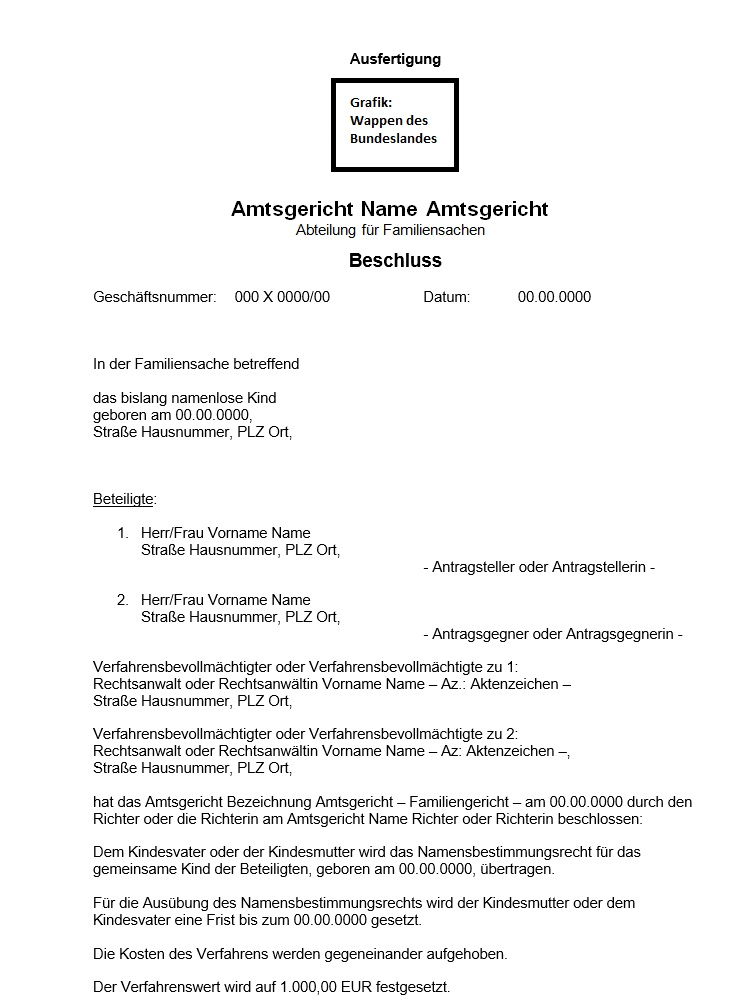
Namensrecht Urteil (2024)

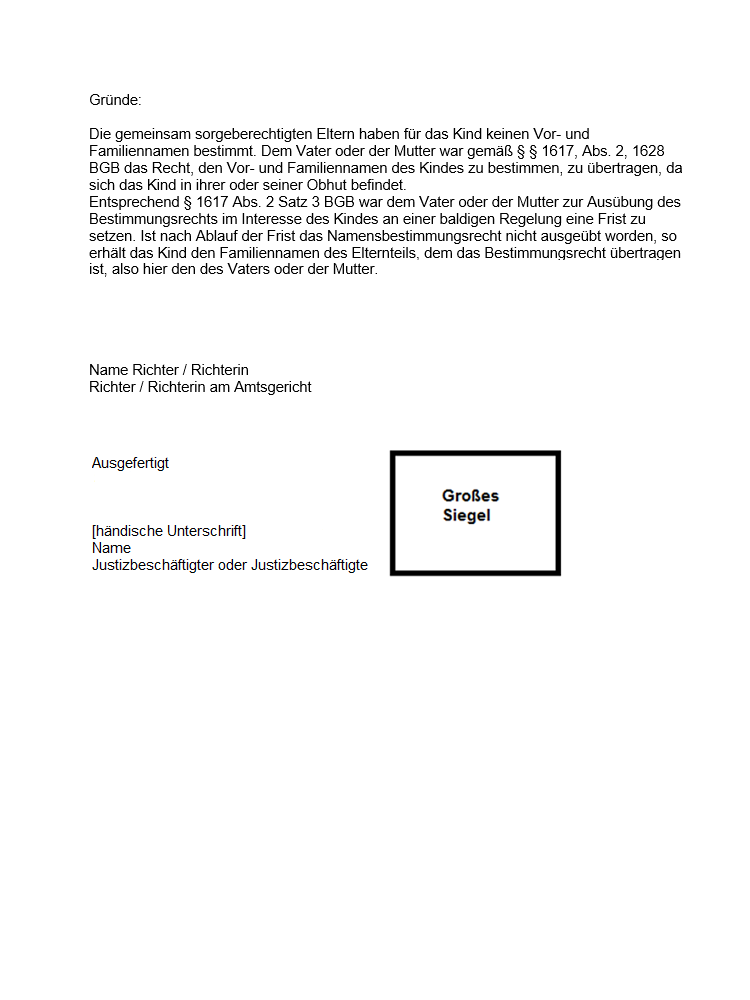
Namensrecht Urteil Begründung (2024)

### Anwendbarkeit des deutschen Rechtes
Deutsche Behörden – insbesondere die Standesämter – und Gerichte wenden auf eine Person seit dem 1. Mai 2025 im Grundsatz das Recht desjenigen Staates an, in dem diese Person ihren gewöhnlichen Aufenthalt hat (Art. 10 Abs. 1 EGBGB). Bei Konventionsflüchtlingen wurde schon zuvor gemäß Art. 12 Nr. 1 der Genfer Flüchtlingskonvention der Anknüpfungsmoment der Staatsangehörigkeit durch den Wohnsitz bzw. Aufenthaltsort ersetzt.

#### Ehename
Ein Wahlrecht gilt für den Ehenamen. Für diesen können die Ehegatten nach dem (ebenfalls mit Wirkung ab dem 1. Mai 2025 geänderten) Abs. 2 des Art. 10 EGBGB das Recht desjenigen Staates wählen, dem einer von ihnen angehört oder einer von ihnen seinen gewöhnlichen Aufenthalt hat. Damit kann insoweit auch ausländisches Namensrecht maßgeblich werden. Sind beide Ehegatten Ausländer, können sie an Stelle eines ihrer Heimatrechte deutsches Namensrecht wählen, wenn mindestens einer von ihnen seinen gewöhnlichen Aufenthalt in Deutschland hat. Das Wahlrecht kann bei oder nach der Eheschließung durch Erklärung gegenüber dem Standesamt ausgeübt werden (siehe auch Art. 10 Abs. 2 EGBGB).

#### Kindesname
Bezüglich des Kindesnamens (Familienname) kann nach dem Abs. 3 des Art. 10 EGBGB vom Inhaber des Sorgerechts das Namensrecht des Staates für anwendbar erklärt werden, dem ein Elternteil oder das Kind angehört, nach deutschem Recht, wenn ein Elternteil seinen gewöhnlichen Aufenthalt in Deutschland hat oder nach dem Recht desjenigen Staates, dem ein den Namen Erteilender angehört. Die Bestimmung wurde ebenfalls mit Wirkung zum 1. Mai 2025 geändert.

#### Wahl des Rechts des Staates der Staatsbürgerschaft
Im Übrigen kann eine Person für ihren Namen das Recht des Staates wählen, dem sie angehört (nach dem zum 1. Mai 2025 neu geschaffenen Art. 10 Abs. 4 EGBGB). Auch dies kann durch Erklärung gegenüber dem Standesamt geschehen.

#### Wechsel des Namensrechts
Wird der Name, der vormals einer fremden Rechtsordnung unterstellt war, nun nach deutschem Recht beurteilt, weil der Namensträger z. B. eingebürgert wurde, als Flüchtling anerkannt wurde, oder bei Ehegatten, seinen ständigen Aufenthalt nach Deutschland verlegt hat, bleibt sein Name zunächst bestehen (identitätswahrender Statutenwechsel).
Es kann aber eine Angleichung nach Art. 47 EGBGB vorgenommen werden. Demnach kann aus den Eigennamen der Vor- und Nachname bestimmt werden (Sortiererklärung) oder bei Fehlen eines Vor- oder Familiennamens ein solcher gewählt werden. Es können Namensbestandteile abgelegt werden, die das deutsche Recht nicht vorsieht (z. B. Zwischennamen, Vatersnamen). Ist nach der fremden Rechtsordnung der Ursprungsname nach Geschlecht oder Verwandtschaftsverhältnis abgewandelt, kann die ursprüngliche Form gewählt werden. Ein ausländischer Name kann eingedeutscht werden; die Rechtschreibung kann angepasst werden. Gibt es keine deutsche Entsprechung für einen Vornamen, kann dieser neu gewählt werden.

### Familienrecht
Soweit sich das Recht auf einen bestimmten Namen nach deutschem Recht beurteilt, sind folgende Regelungen maßgebend. Der Vorname des Kindes wird von den Eltern (oder dem allein Sorgeberechtigten) ausgewählt. Für den Nachnamen gilt:

#### Namenserwerb durch Geburt
Ein ehelich geborenes Kind erhält als Nachnamen den Ehenamen der Eltern (§ 1616 BGB).
Die Eltern können einen gemeinsamen Familiennamen bestimmen. Dieser wird nach § 1355 BGB amtlich als „Ehename“ bezeichnet. Führen die Eltern keinen Ehenamen, muss unterschieden werden: Steht den Eltern ein gemeinsames Sorgerecht zu, bestimmen sie den Geburtsnamen des Kindes durch Erklärung gegenüber dem Standesbeamten, wobei sie den Namen des Vaters oder der Mutter wählen können (§ 1617 Abs. 1 BGB); seit Mai 2025 ist auch ein Doppelname, gebildet aus Vater- und Muttername, möglich (für ehelich geborene Kinder war dies bereits 1991 bis 1994 möglich). Treffen die Eltern binnen eines Monats keine Entscheidung, erhält das Kind einen Doppelnamen in alphabetischer Reihenfolge der Namen. Lehnt ein Elternteil dies gegenüber dem Standesamt ab, überträgt das Familiengericht einem Elternteil das Bestimmungsrecht. Die Bestimmung des Familiennamens gilt auch für die weiteren gemeinsamen Kinder, die später geboren werden. Hat ein Elternteil das alleinige Sorgerecht und keinen gemeinsamen Familiennamen mit dem anderen Elternteil, erhält das Kind nach § 1617a Abs. 1 BGB den Namen des Sorgeberechtigten, den dieser zum Zeitpunkt der Geburt führt.
In der Praxis ergeben sich vor allem folgende Fallgruppen:
1. sind die Eltern bei der Geburt des Kindes nicht miteinander verheiratet, bekommt das nichteheliche Kind in der Regel den Namen der Mutter, es sei denn, dass beide Eltern für das nichteheliche Kind eine Sorgeerklärung nach § 1626a Abs. 1 Nr. 1 BGB abgegeben haben;
2. führen die Eltern eines ehelich geborenen Kindes, denen die elterliche Sorge gemeinsam zusteht, keinen gemeinsamen Ehenamen, bestimmen die Eltern den Geburtsnamen des Kindes.

#### Nachträglicher Wechsel des Familiennamens bei Minderjährigen

##### Nachträglich gemeinsames Sorgerecht
Wird ein gemeinsames Sorgerecht der Eltern erst begründet, wenn das Kind bereits einen Namen führt, haben sie das Recht, dessen Familiennamen binnen 3 Monaten neu zu bestimmen (§ 1617b Abs. 1 BGB). In der Regel erfolgt eine solche Begründung durch eine nachträgliche Eheschließung gemäß § 1626a Abs. 1 Nr. 2 BGB oder durch eine gemeinsame, öffentlich beglaubigte Sorgeerklärung der Eltern nach § 1626a Abs. 1 Nr. 1 BGB. Hat das Kind das 5. Lebensjahr bereits vollendet, ist auch seine Einwilligung erforderlich. Hierbei kann es durch einen Ergänzungspfleger gesetzlich vertreten werden. Ab Vollendung des 14. Lebensjahres ist die Erklärung jedoch höchstpersönlich erforderlich.

##### Vaterschaftsanfechtung
Trägt ein Kind den Namen des Mannes als Geburtsnamen, so erhält das Kind, wenn die Vaterschaft erfolgreich angefochten wurde, auf seinen Antrag hin oder, wenn es noch nicht fünf Jahre alt ist, auch auf Antrag des Mannes, den Namen, den die Mutter zum Zeitpunkt der Geburt des Kindes führte (§ 1617b Abs. 2 BGB). Der Antrag erfolgt in öffentlich beglaubigter Form gegenüber dem Standesamt. Ein Kind, welches das 14. Lebensjahr vollendet hat, kann die Erklärung nur höchstpersönlich abgeben; im Übrigen wird ein Ergänzungspfleger bestellt.

##### Einbenennung
Ein Kind kann den Ehenamen eines sorgeberechtigten Elternteils und seines Ehegatten, der nicht Elternteil ist (Stiefelternteil), durch öffentlich beglaubigte Erklärung gegenüber dem Standesbeamten erhalten (Einbenennung, § 1617e BGB), wenn es in den gemeinsamen Hausstand von Elternteil und Stiefelternteil aufgenommen wurde. Die Einwilligung des anderen Elternteils ist erforderlich, wenn er Mitinhaber des Sorgerechtes ist oder wenn das Kind seinen Namen führt. Die Einwilligung des anderen Elternteils kann aus Gründen des Kindeswohls durch das Familiengericht ersetzt werden. Es bedarf auch der Einwilligung des Kindes, welches von der Namensänderung betroffen ist, wenn es das 5. Lebensjahr vollendet hat (wird im Falle der Minderjährigkeit ggf. durch einen Ergänzungspfleger vertreten).
Bei der Einbenennung kann auch ein Doppelname gebildet werden (ein bisheriger Nachname kann vorangestellt oder angehängt werden).
Seit Mai 2025 ermöglicht dies § 1617e Abs. 4 BGB den Widerruf einer Einbenennung, wenn die Ehe des Elternteils mit dem Stiefelternteil aufgelöst wird oder das Kind aus dem gemeinsamen Haushalt ausscheidet (bis April 2025 war kein zivilrechtlicher Widerruf möglich).

##### Erteilung des Namens des nichtsorgeberechtigten Elternteils
Steht nur einem Elternteil das alleinige Sorgerecht zu, so kann dieser nach § 1617a Abs. 2 BGB seinem minderjährigen Kind den Namen des anderen Elternteils erteilen. Erforderlich ist hierzu die Einwilligung dieses anderen Elternteils sowie des Kindes, falls es das fünfte Lebensjahr bereits vollendet hat. Auch hierbei wird es ggf. durch einen Ergänzungspfleger gesetzlich vertreten.

##### Spätere Bestimmung oder Änderung eines gemeinsamen Ehenamens
Bestimmen Eltern erst nach Geburt des Kindes gemäß § 1355 Abs. 2 und 3 BGB einen gemeinsamen Ehenamen, erstreckt sich dieser auch auf das Kind (§ 1617c Abs. 1 BGB). Hat das Kind bereits das 5. Lebensjahr vollendet, ändert sich der Name des Kindes nur dann mit, wenn das Kind sich der Namensänderung anschließt. Hierbei kann es gegebenenfalls durch einen Ergänzungspfleger gesetzlich vertreten werden. Ist das durch die Namensänderung betroffene Kind verheiratet und ist durch die spätere Bestimmung des gemeinsamen Ehenamens der Eltern auch der Ehename des Kindes berührt, so muss sich auch das Schwiegerkind der Namensänderung anschließen.
Das gleiche wie für eine spätere Bestimmung eines gemeinsamen Ehenamens gilt, wenn sich der Ehename, der zum Geburtsnamen des Kindes § 1616 BGB geworden ist (§ 1617c Abs. 2 Nr. 1 BGB), nachträglich ändert. Das kann zum Beispiel durch Adoption des namensgebenden Elternteils oder durch eine öffentlich-rechtliche Namensänderung geschehen.

#### Adoption und Dauerpflege
Das Kind erhält bei Adoptionen als Geburtsnamen den Familiennamen des bzw. der Adoptierenden. Nimmt ein Ehepaar ohne Ehenamen eine Person als Kind an, so erfolgt die Namensgebung wie bei einem Kind eines Ehepaars ohne gemeinsamen Ehenamen. Hat das Kind das fünfte Lebensjahr vollendet, muss es in die Bestimmung der Annehmenden einwilligen (§ 1757 BGB). Letzteres erfolgt bei Kindern unter 14 Jahren durch das Jugendamt als Amtsvormund nach § 1751 BGB. Erfolgt eine Adoption erst nach Erreichen der Volljährigkeit kann der Adoptierte der Annahme des Namens der Adoptiveltern widersprechen (§ 1767 Absatz 3 BGB).
Auf Antrag der Annehmenden kann durch das Familiengericht auch der Vorname des adoptierten Kindes geändert oder weitere Vornamen hinzugefügt werden. Auch kann dem neuen Familiennamen der bisherige Name des Kindes vorangestellt oder angefügt werden, bei Minderjährigen allerdings nur, wenn ein Doppelname aus schwerwiegenden Gründen zum Wohl des Kindes erforderlich ist.
Auch bei Kindern in dauerhafter Familienpflege kann der Name des Kindes auf Antrag des Sorgeberechtigten geändert werden, sofern dies zur erfolgreichen Entwicklung des Kindes nötig erscheint (Nr. 42 NamÄndwV).

#### Familienname nach Eheschließung/Verpartnerung

##### Eheschließung
Bei Eheschließung können die Ehegatten einen der beiden Familiennamen zum Ehenamen bestimmen; andernfalls führen beide ihre zuvor geführten Namen weiter; seit Mai 2025 können beide Ehegatten Doppelnamen führen. Wer einen Ehenamen annimmt, kann seinen bisherigen Familiennamen voranstellen oder anhängen (Begleitname nach § 1355a Abs. 4 S. 1 BGB). Nach § 1355 Abs. 3 BGB darf die Anzahl der Einzelnamen in dem zusammengesetzten Namen zwei jedoch nicht überschreiten. Mit Urteil des Bundesverfassungsgerichts vom 5. Mai 2009 ist die Vereinbarkeit mit dem Grundgesetz dieser Beschränkung bestätigt worden.
Hat einer der Ehegatten eine ausländische Staatsangehörigkeit oder mehrere Staatsangehörigkeiten, können die Ehegatten in Ausübung ihres Selbstbestimmungsrechtes ihre künftig zu führenden Familiennamen auch nach dem Recht (ggf. eines) desjenigen Staates wählen, dem der ausländische Ehegatte angehört (Art. 10 Abs. 2 Nr. 1 EGBGB). Hierdurch wird ausländisches Namensrecht maßgeblich. Bei Eheschließung im Ausland genügt eine Erklärung gegenüber dem zuständigen ausländischen Standesbeamten, sofern das Ortsrecht dieselben Wahlmöglichkeiten wie das deutsche zulässt. Auch ausländische Doppelnamen können zum Ehenamen bestimmt werden. Ein geschiedener oder verwitweter Ehegatte behält den Ehenamen, kann jedoch seinen Geburtsnamen (oder den vor der Ehe geführten Namen) wieder annehmen, voranstellen oder aber anhängen.
Nimmt ein Elternteil nach der Scheidung wieder seinen früheren Familiennamen an, so erstreckt sich diese Namensänderung nicht auf die bei ihm lebenden gemeinsamen Kinder. Grundsätzlich können die Kinder auch dann nicht den Geburtsnamen des geschiedenen Elternteils als Familiennamen bekommen, wenn der andere Elternteil zustimmt, da es an einer entsprechenden gesetzlichen Regelung fehlt. In Betracht kommen kann in diesen Fällen ausnahmsweise eine behördliche „Namensänderung aus wichtigem Grund“ nach dem Namensänderungsgesetz (s. u.). Alleine der Wunsch, dass die Kinder denselben Familiennamen tragen sollen wie z. B. die Mutter, bei der sie leben, stellt aber nach der Rechtsprechung keinen wichtigen Grund dar.

### Zusätzliche Eintragungen
Neben dem Namen werden gemäß § 5 des Personalausweisgesetzes und § 4 des Passgesetzes auch Künstlername, Ordensname und Doktorgrad (als Namenszusatz) im Personalausweis oder Pass eingetragen.

### Öffentlich-rechtliche Regelungen

#### Behördliche Namensänderung

##### Geschichte
Im derzeit geltenden Namensrecht gilt der Grundsatz der Unabänderlichkeit des Namens. Der Name darf nicht eigenmächtig und willkürlich geändert werden. Bis zu Beginn des 19. Jahrhunderts galt in weiten Teilen noch das gemeine Recht, wonach jedermann seinen Namen ändern konnte, sofern dies ohne betrügerische Absicht geschah. Namenswechsel kamen allerdings in der Regel nur unter besonderen Umständen vor. In manchen Gegenden war es beispielsweise üblich, dass ein Bauer, der in einen Hof einheiratete, mit dem Namen des Hofes benannt wurde und diesen Namen dann anstatt seines früheren Namens beibehielt.
Die Beständigkeit der Namensführung war als Erkennungszeichen innerhalb der sozialen Gemeinschaft wichtig. Der Vorname wurde darüber hinaus durch den religiösen Akt der Taufe festgeschrieben, sodass Wechsel auch hier kaum vorkamen.
Sehr häufig kam es jedoch zu kleineren Veränderungen in der Schreibweise der Vor- oder Nachnamen, die bisweilen auch als Folge von unterschiedlichen Rechtschreibgewohnheiten oder Fehlern schreibkundiger Amtspersonen eintraten. Als Namensänderung im wirklichen Sinn wurden solche Variationen aber nicht aufgefasst.
Erst als die staatliche Verwaltungstätigkeit komplexer wurde, entstand die Auffassung, dass die eigenmächtige Änderung des Namens oder gar ein Namenswechsel dem Ordnungsbedürfnis des Staates entgegensteht.
Zum Namensänderungsgesetz wurde 1938 die Namensänderungsverordnung erlassen, die jüdischen Mitbürgern einen zusätzlichen Vornamen (Sara bzw. Israel) aufzwang. Diese Verordnung wurde 1945 aufgehoben.

##### Aktuelle Regelung
Nach dem Gesetz zur Änderung von Familiennamen und Vornamen ist aus wichtigem Grund die Änderung des Namens eines Deutschen oder eines Staatenlosen, Flüchtlings, Asylbewerbers mit Wohnsitz oder gewöhnlichen Aufenthalt in Deutschland (§ 1 NamÄndG) möglich. Ein Ausländer ist dabei auf die Namensänderungsbehörde seines Heimatstaates verwiesen. Öffentliche Namensänderungen sind nicht möglich, wenn entsprechende bürgerliche Regelungen bestehen.

###### Änderung des Nachnamens
Als wichtige Gründe für eine Änderung des Nachnamens werden angesehen:
- Namen, die im engeren Lebensbereich des Namensträgers mehrfach vorkommen, wenn die Gefahr häufiger Verwechslungen besteht (Nr. 34 NamÄndVwV);
- Sammelnamen (im gesamten Geltungsbereich des Gesetzes oder in größeren Teilbereichen oft vorkommender Name) (Nr. 34 NamÄndVwV);
- Anstößig oder lächerlich klingende Namen oder Namen, die zu frivolen, unangemessenen Wortspielen Anlass geben, wobei die Anstößigkeit oder Lächerlichkeit nach dem sachlichen Maßstab allgemeiner Erfahrungen zu beurteilen ist und besondere Gründe, die etwa in der Person, dem Beruf oder der Umgebung des Antragstellers liegen, zu berücksichtigen sind (Nr. 35 NamÄndVwV);
- Namen, die in Schreibweise und Aussprache über das Normalmaß hinaus Schwierigkeiten zur Folge haben[17] (Nr. 36 NamÄndVwV);
- Doppelnamen oder sehr lange Namen (Nr. 36 NamÄndVwV);
- Namen mit orthografischen Problemen mit ß, ss oder Umlauten, die zu einer wesentlichen Behinderung führen (Nr. 38 NamÄndVwV);
  - Am 1. Oktober 1980 stellte das Bundesverwaltungsgericht noch einmal fest, dass die technisch bedingte fehlerhafte Wiedergabe von Sonderzeichen auf elektronischen Systemen ein wichtiger Grund für die Änderung des Familiennamens sein kann (der Kläger wollte die Schreibweise seines Namens von GÖTZ in GOETZ ändern, war aber damit zunächst beim Standesamt gescheitert; Aktenzeichen: 7 C 21/78). Auch eine bloße Änderung der Schreibweise gilt rechtlich als Namensänderung. In deutschen Personalausweisen und Reisepässen jedoch werden Namen mit Sonderzeichen im oberen Teil korrekt dargestellt, müssen im maschinenlesbaren Teil aber umschrieben werden (z. B. MÜLLER → MUELLER, WEIẞ → WEISS). Zwei verschiedene Schreibweisen im selben Dokument (oder verschiedene Schreibweisen in verschiedenen Dokumenten, da z. B. manche Kreditkarten nur die Schreibweise mit Ersetzung der Sonderzeichen aufweisen) sorgen zuweilen für Verwirrung und lassen, besonders im Ausland, den Eindruck einer Fälschung entstehen. Es wird empfohlen, für Flugtickets, Visa usw. exakt die im maschinenlesbaren Teil des Reisepasses verwendete Schreibweise zu benutzen und sich im Zweifelsfall auf diese zu berufen.
  - Mit der Namensrechtsreform vom Mai 2025 entfällt für Eheleute, die einen Doppelnamen führen wollen, die Verpflichtung, einen Bindestrich zu verwenden, d. h. sie können bei der Heirat selbst entscheiden, ob sie sich z. B. Meier Huber oder Meier-Huber schreiben wollen. Eine Verschmelzung der beiden Familiennamen zu einem Familiennamen (z. B. Meierhuber) ist aber nicht möglich. Auch darf ein Nachname seit 1993 maximal nur zwei Bestandteile haben, d. h. wenn eine Frau Meier(-)Huber und ein Herr Schmidt heiraten, müssen sich die beiden entweder auf einen gemeinsamen Ehenamen einigen (Meier[-]Huber oder Schmidt) oder ihren jeweiligen Nachnamen behalten (und sich dann gegebenenfalls entscheiden, welchen der beiden Nachnamen ihre Kinder tragen sollen), da der Dreifachname Meier(-)Huber(-)Schmidt oder Schmidt(-)Meier(-)Huber unzulässig wäre.
- Änderung des Familiennamens eines Straftäters und seiner Angehörigen, wenn der Familienname ein seltener oder auffälliger ist und über die Berichterstattung von der Straftat eng mit Tat und Täter verbunden ist, zur Erleichterung der Resozialisierung oder zum Schutz vor Belästigung (Nr. 39 NamÄndVwV);
- Anpassung des Familiennamens des Kindes an den neuen Namen des sorgeberechtigten Elternteils, den dieser durch Wiederheirat führt, wenn ausnahmsweise ein überwiegendes Interesse an der Namensänderung besteht[18] (Nr. 40 NamÄndVwV);
- Anpassung des Namens eines unehelichen Kindes, das infolge Einbenennung den Namen des Stiefvaters trägt, nach Scheidung dieser Ehe an den neuen Namen der Mutter[19] (Nr. 41 NamÄndVwV);
- Namensanpassung eines Pflegekindes an den Namen der Pflegeeltern, wenn eine Adoption nicht in Betracht kommt[20] (Nr. 42 NamÄndwV);
- Rückbenennung fremdsprachiger Umbenennungen Volksdeutscher (Nr. 44 NamÄndVwV);
- Wiederherstellung eines durch Estland, Litauen, Rumänien oder die Tschechoslowakei aberkannten Adelsprädikats (Nr. 45 NamÄndVwV);
- Gestattung der Führung eines mit einem Hof oder Unternehmen verbundenen Namens (Nr. 47 NamÄndVwV);
- Beseitigung hinkender Namensführung eines Mehrstaatlers (Nr. 49 NamÄndVwV);
- Änderung in einen langjährig gutgläubig, aber widerrechtlich geführten Namen (Nr. 50 NamÄndVwV).

Die Bereinigung von Besonderheiten eines ausländischen Namensrechts oder die Eindeutschung ausländischer Namen, die vormals nach Nr. 37 NamÄndVwV einen wichtigen Grund darstellte, „wenn der Familienname die ausländische Herkunft des Namensträgers in besonderem Maße erkennen lässt und der Antragsteller im Interesse der weiteren Eingliederung Wert auf einen unauffälligeren Familiennamen legt“, wurde mit Inkrafttreten des Art. 47 EGBGB zum 24. Mai 2007 gesetzlich geregelt.
Eine Änderung des Nach- oder Vornamens von einer deutschen Schreibweise in die Namensform in der Minderheitensprache ist Angehörigen anerkannter autochthoner Minderheiten in Deutschland (Sinti und Roma, Sorben und Wenden, Dänen, Friesen) aufgrund des Minderheitennamensänderungsgesetzes (MindNamÄndG) kostenlos möglich. Die bei Sorben und anderen Slawen gebräuchliche Unterscheidung zwischen weiblicher und männlicher Form des Nachnamens ist bisher nicht zulässig.

###### Änderung des Vornamens
Eine Änderung des Vornamens ist seit 1938 im Namensänderungsgesetz (NamÄndG) gesetzlich geregelt und unterliegt denselben Bedingungen, wie die Nachnamensänderung. Von 1981 bis 2024 regelte das sogenannte Transsexuellengesetz (TSG) die Vornamensänderungen in besonderen Fällen. Der entsprechende Paragraph war in der Folge einer Entscheidung des Bundesverfassungsgerichtes so gestaltet worden, dass er auch direkt auf ausländische Staatsbürger anwendbar ist, sofern diese ihren gewöhnlichen Aufenthalt in Deutschland haben und das Namensrecht ihres Heimatlandes keine vergleichbaren Regelungen kennt.
Am 12. April 2024 beschloss der Bundestag das Gesetz über die Selbstbestimmung in Bezug auf den Geschlechtseintrag, das eine Änderung von Geschlechtseintrag und Vornamen durch einfache Erklärung beim Standesamt vorsieht und zum 1. November 2024 in Kraft trat, das TSG wurde zeitgleich außer Kraft gesetzt.

###### Zusammengesetzte Vornamen mit Bindestrich
- Juristisch gelten Bindestrich-Namen als untrennbare Einheit, d. h. ein Hans-Peter oder eine Anna-Sophia muss Dokumente immer mit dem vollständigen Vornamen unterschreiben, während ein Hans Peter oder eine Anna Sophia mit beiden Vornamen oder auch nur mit dem ersten oder nur mit dem zweiten Vornamen unterschreiben kann. Da Bindestrich-Namen als ein Name gelten, kann bei ihnen, anders als bei mehreren einzelnen Namen, die Reihenfolge der Namensbestandteile nicht geändert werden.
- Auch bei Abkürzungen bleibt der Bindestrich immer erhalten, so werden z. B. Hans-Peter / Anna-Sophia als H.-P. / A.-S., Hans-P. / Anna-S. oder H.-Peter / A.-Sophia abgekürzt.
- Jeweils nur zwei Vornamen können mit einem Bindestrich verbunden werden. Ein weiterer Name muss einzeln stehen (z. B. Franz-Otto Friedrich, Anna-Sophia Katharina), kann aber auch seinerseits ein Bindestrich-Name sein (z. B. Franz-Otto Klaus-Dieter, Anna-Sophia Emma-Lena).
- Ein Bindestrich im Vornamen kann auf elektronischen Systemen ähnliche Probleme bereiten wie Umlaute und der Buchstabe "ß" und durch eine Namensänderung eliminiert werden. Der zweite Namensbestandteil wird dann zu einem weiteren Vornamen (z. B. Hans-Peter / Anna-Sophia → Hans Peter / Anna Sophia). Um einen oder beide Namensbestandteile weiter zu ändern oder einen Namensbestandteil zu streichen, muss jedoch ein weiterer wichtiger Grund vorliegen.

###### Zusammengesetzte Vornamen ohne Bindestrich
- Doppelnamen ohne Bindestrich, z. B. Karlheinz / Annekat(h)rin, gelten juristisch als ein Name und können nur in Ausnahmefällen durch eine Namensänderung in zwei eigenständige Namen aufgeteilt werden.
- Bei solchen Vornamen wird in Abkürzungen nur der Anfangsbuchstabe des ersten Namensteils geschrieben, z. B. Karlheinz / Annekat(h)rin → K. / A.

#### Änderung der Reihenfolge der Vornamen
Seit November 2010 wird im Personalausweis bei mehreren Vornamen kein Rufname mehr bestimmt oder gekennzeichnet. Da somit bei mehreren Vornamen dem erstgenannten besonderes Gewicht zukommt, ermöglicht das 2. Personenstandsrechts-Änderungsgesetzes seit dem 1. November 2018, die Reihenfolge mehrerer Vornamen außerhalb eines behördlichen Namensänderungsverfahrens durch Erklärung des Namenträgers gegenüber dem Standesamt neu zu bestimmen (Vornamensortierung, § 45a PStG) und dadurch den Rufnamen als ersten aufzuführen. Eine Änderung der Schreibweise der Vornamen sowie das Hinzufügen von neuen Vornamen oder das Weglassen von Vornamen ist dabei nicht zulässig (§ 45a Abs. 1 Satz 2 HS 1 PStG).

#### Transliteration
Ist in dem Heimatstaat eines Ausländers, nach dessen Rechtsordnung sich sein Name grundsätzlich richtet, eine andere Schrift als die lateinische in Gebrauch, muss zur Verlautbarung seines Namens in den deutschen Personenstandsbüchern, die gemäß § 2 Abs. 1 Personenstandsverordnung in deutscher Sprache geführt werden, sein Name von der fremden Schrift in die lateinische Schrift übertragen werden. Die Übertragung findet gemäß Art. 3 CIEC Nr. 14 ohne Übersetzung und soweit möglich durch buchstabengetreue Umsetzung (Transliteration) statt, wobei ISO-Empfehlungen (soweit vorhanden) zu berücksichtigen sind. Das gilt auch dann, wenn nach dem Passrecht des Heimatstaates des Ausländers eine phonetische Umschreibung in lateinischer Schrift (Transkription) verlautbart ist.

## Adel

### Namensbestandteil
1919 wurden durch Art. 109 Abs. 3 der Weimarer Verfassung die Vorrechte des Adels abgeschafft. Ehemalige Titel werden seitdem als Namensbestandteil geführt und können nicht mehr verliehen werden. Hierbei wird bei Frauen die weibliche Form des Titels verwendet, der Nachname existiert also ausnahmsweise in zwei oder drei unterschiedlichen Versionen. Männliche Nachkommen heißen somit zum Beispiel „Freiherr von“, weibliche „Freiin von“, die Ehefrau, die den Namen des Mannes annimmt, heißt „Freifrau von“. Diese Praxis wurde vom Reichsgericht 1926 in einem Urteil für rechtens erklärt.
Bei einem Ausländer, dessen Heimatstaat den Adel ebenfalls als Namensbestandteil führt, findet die Adelsbezeichnung auch in Deutschland über Art. 10 EGBGB Beachtung. Hat ein ausländischer Staat die Adelstitel vollständig aberkannt und erwirbt ein Ausländer, der diesem Staat angehörte, die deutsche Staatsangehörigkeit, bleibt der Verlust eines adeligen Namensbestandteils nach seinem vormaligen Heimatrecht wegen der identitätswahrenden Wirkung des Statutenwechsels weiterhin rechtsgültig.

### Adelsstand
Verleiht ein ausländischer Staat Adelstitel als Standesmerkmale, so berührt das nur das öffentliche Recht dieses Staates. Wird ein deutscher Staatsbürger durch eine ausländische Macht in den Adelsstand erhoben, gelangt er deshalb in Deutschland nicht zu einem adeligen Namen. Wird ein ausländischer Staatsangehöriger in den Adelsstand erhoben, bestimmt dessen Heimatrecht darüber, ob die Nobilitierung auch eine zivilrechtliche Auswirkung hat. Diese zivilrechtliche Auswirkung findet gegebenenfalls dann auch in Deutschland über Art. 10 EGBGB Beachtung.

## Geschichte des Namensrechtes

### Römisches Recht
Das Namensrecht wurde im Römischen Reich erstmals als Bestandteil des allgemeinen Rechts und insofern als Grundrecht eines Bürgers erwähnt. Der gemeinrechtlichen Geltung der römischen Vorschrift nach blieb die Wahl des Vornamens und des Familiennamens in das Belieben des Einzelnen gestellt. Diese Regelung blieb bis zum Spätmittelalter unverändert.

### Mittelalter
Während der Völkerwanderung in Europa kehrte man zur Einnamigkeit zurück. Ab dem 8. Jahrhundert wurden in Deutschland Beinamen zum Rufnamen eingeführt. In der Regel gaben diese Beinamen (die späteren Nachnamen) die Herkunft, die Wohnstätte, den Beruf, das Amt oder die Aufgabe, körperliche oder geistige Fähigkeiten oder besondere Schwächen an. Ab dem 15. Jahrhundert wurden die Familiennamen dann nur noch vererbt und der Nachname war nun nicht mehr das individuelle Kennzeichen einer besonderen Eigenschaft, Fähigkeit, einer Herkunft, eines markanten Wohnortes oder eines Berufes.

### Neuzeit bis Erster Weltkrieg
Dem römischen und gemeinen Recht folgend, gab es im Römisch-deutschen Reich keine gesetzlich verankerte Unabänderlichkeit des Nachnamens, gegenteiliges war der Fall. Es herrschte der Rechtsgrundsatz allgemeiner Namensfreiheit.
Am 12. März 1677 wurde durch Ferdinand Maria, Kurfürst von Bayern, per Mandat in seinem Territorium die allgemeine Namensfreiheit abgeschafft. Das Gesetz blieb mangels Strafandrohung wirkungslos und wurde von der Bevölkerung nicht befolgt. Insbesondere war es in vielen bäuerlichen Gegenden üblich, dass ein Hof- oder Hausname geführt wurde, der Familienname also mit Übernahme eines Hofes geändert wurde. Die Verordnung wurde später von anderen deutschen Ländern übernommen.
In Preußen wurde parallel zur großen preußischen Rechtsreform per Gesetz 1794 das Benutzen von fremden Namen verboten. Nachdem auch diese Verordnung nicht beachtet wurde, folgte eine weitere Verordnung am 30. Oktober 1816, die nunmehr auch das Führen von fremden oder erdichteten Namen bei Androhung einer Geldbuße oder eines Arrestes verbot. Hessen-Darmstadt folgte mit einer ähnlichen Verordnung im Jahr 1810, Hamburg im Jahr 1815 und Sachsen-Meiningen im Jahr 1876 als letztes Land. Bereits am 15. April 1822 regelte eine Verordnung, dass der Adel seine Titel weitergeben durfte.
Mit „Allerhöchstem Erlass“ vom 12. Juli 1867 übertrug der preußische König die Entscheidungsgewalt über Namensänderungsanträge in Preußen auf die Bezirksregierungen (PreußGS S. 1310).
Mit der Einführung des Personenstandsgesetzes vom 6. Februar 1875 wurden dann im ganzen Deutschen Reich die Familiennamen unveränderlich.

### Weimarer Republik
In der Weimarer Republik wurde am 3. November 1919 der Erlass vom 12. Juli 1867 in vollem Umfang durch die preußische Verordnung, betreffend die Änderungen von Familiennamen wieder aufgehoben. In der Begründung zu § 1 Abs. 1 der Verordnung (VO) vom 3. November 1919 heißt es: „Der Name ist ein äußeres Kennzeichen der Person zur Unterscheidung von anderen Personen.“ Da die VO eine Abstammungsfunktion nicht erwähnt, ist davon auszugehen, dass der Gesetzgeber zu dieser Zeit dem Namen mit der Kennzeichnungsfunktion allein eine Unterscheidungsfunktion zubilligte. Der Gebrauch eines Pseudonyms war zulässig, strafbar war jedoch die Angabe des falschen Namens gegenüber einem Beamten.
Erstmals in der Geschichte des NÄG verlangte der Gesetzgeber einen „kurzen“ Grund für eine Namensänderung. Neben der Verdeutschung eines ausländischen Namens wegen der Zugehörigkeit zum deutschen Volkstum wurde ein breites Spektrum an weiteren zulässigen Gründen eröffnet: Vermeidung der Nachteile unehelicher Geburt, Beseitigung eines anstößigen Namens „oder dergleichen“.
Am 29. Oktober 1920 wurde die Verordnung vom 3. November 1919 mit der Verordnung zur Änderung von Vornamen ergänzt. Danach war die Auswahl der Vornamen unbeschränkt und sogar fremde Schriftzeichen waren erlaubt.
Am 4. Dezember 1928 folgte eine Verfügung Hermann Schmidts (Zentrum), Justizminister unter dem Preußischen Ministerpräsidenten Otto Braun (SPD) im Kabinett Braun III, zur Änderung von Familiennamen. Nach Paragraph 1 dieser Verfügung entschied von nun an bei der Verdeutschung ausländischer Namen der Landgerichtspräsident, womit § 4 Abs. 2 der VO vom 3. November 1919 („es ist kurz der Grund für die Namensänderung anzugeben“) ersatzlos gestrichen wurde.
Am 21. November 1932 folgte die Verordnung über die Zuständigkeit von Familiennamen durch Reichskommissar Heinrich Hölscher, der im Zuge des putschähnlichen Preußenschlages am 20. Juli 1932 von Franz von Papen kommissarisch auf den Posten des Justizministers berufen worden war. In § 2 Abs. 5 gab sie beispielhaft an, wie mit einer Namensänderung von Ausländern zu verfahren sei. Danach war schon die bloße Übersetzung eines Namens (z. B. Orlowski in Adler, Borkowski in Bork, Switalski in Lennartz usw.) einer Verdeutschung gleichzustellen und daher wie schon 1928 nur durch den Regierungspräsidenten zu genehmigen. Ausgearbeitet wurde die Verordnung und die Ausführungsbestimmungen durch Hans Globke.

### Zeit des Nationalsozialismus
Auffällig an der obengenannten Hölscherschen VO vom 21. November 1932 ist, dass die dort verwendete Formulierung in der diesbezüglichen nationalsozialistischen Verordnung vom 25. Juni 1934 unverändert wieder auftaucht, mit dem wichtigen Unterschied, dass alle diese Fälle nicht mehr nur unter eine bestimmte Zuständigkeit fielen, sondern nun unter einem absoluten Verbot standen. Mit der VO von 1934, die als Ministerialblatt nur für die Verwaltung bestimmt war und nicht als Gesetz veröffentlicht wurde, wurde das offizielle Namensänderungsgesetz (NÄG) von 5. Januar 1938 bereits vorweggenommen. Die VO von 1934 war inhaltlich mit der Neufassung des NÄG von 1938 völlig identisch.
Die Verordnung von 1934 wurde durch einen am gleichen Tag herausgegebenen, nur für die Verwaltung bestimmten Runderlass des Ministeriums des Innern, unterzeichnet vom Minister des Innenministeriums Wilhelm Frick, ergänzt. Dieser enthielt die weiteren Richtlinien für die Bearbeitung der Anträge auf Änderung des Familiennamens. Der Runderlass wurde lediglich im Ministerialblatt der Preußischen inneren Verwaltung herausgegeben. In den Reichsgesetzblättern fand sie keinen Eingang.
In dem behördeninternen Runderlass hieß es:
„Jede Namensänderung beeinträchtigt die Erkennbarkeit der Herkunft aus einer Familie, erleichtert die Verdunkelung des Personenstandes und verschleiert die blutmäßige Abstammung. Eine Namensänderung kann daher nur dann erfolgen, wenn ein wichtiger Grund vorliegt, der die Namensänderung rechtfertigt.“
In der Regel, also grundsätzlich, war demnach einer Änderung nicht mehr stattzugeben.
In den Richtlinien für die Bearbeitung der Anträge („Anlage für die Verwaltung“) hieß es:
„Anträge von Personen nichtarischer Abstammung, ihren Namen zu ändern, wird grundsätzlich nicht stattgegeben, weil durch die Änderung des Namens die nichtarische Abstammung verschleiert würde. Ausländische Namen sind als Familiennamen nicht zu gewähren.“
In der Regel war daher eine Namensänderung zu untersagen.
Jeder Bürger wurde jetzt pedantisch entsprechend seinem Namen und seiner daraus abgeleiteten vermuteten Abstammung registriert. Die Durchmusterung der eigenen Bevölkerung nach Rassenkriterien wurden auf den Standesämtern mit größter Akribie betrieben.
Die schließliche Neufassung des NÄG vom 5. Januar 1938 war die in offizielle Gesetzesform gegossene Fassung der behördeninternen VO vom 25. Juni 1934. Beide waren inhaltlich identisch. Die Neufassung des NÄG von 1938 (Namensänderungsverordnung) bestand nur aus 4 Absätzen und hatte den alleinigen Zweck, Juden systematisch über das amtliche Namensregister zu erfassen.
- Abs. 1 verpflichtete die Juden, nur die für sie vorgesehenen Vornamen sich beizulegen.
- Abs. 2 verpflichtete die Juden, soweit sie andere Namen als die aufgelisteten trugen, je nach Geschlecht „Israel“ oder „Sara“ als zweite Vornamen zu führen.

Dies galt auch für Eintragungen in Personalausweisen, Pässen usw., bei deren Vorlage die Zugehörigkeit des Namensträgers zum Judentum dieserart sofort ersichtlich war.
Mit der NÄG-Verordnung vom 24. Januar 1939 wurden die im Reichsgebiet gültigen Vorschriften auf Grund des NÄG vom 5. Januar 1938 (bzw. vom 17. August 1938) auf das angeschlossenen Österreich und das eingegliederte Sudetenland per Gesetz übertragen.

### Nach 1945
Nach Ende des Zweiten Weltkrieges wurde nach der Kapitulation noch am ersten Arbeitstag des Rechtsdirektorates der Alliierten am 20. September 1945 die Zweite Verordnung des NÄG von 1938 außer Kraft gesetzt. Bereits ab März 1948 wurde allerdings mit Gründung der Trizone (der späteren Bundesrepublik Deutschland) im Zuge des sich abzeichnenden Kalten Krieges eine Reihe verwaltungstechnischer Angelegenheiten, die bis dato der Alliierte Kontrollrat ausgeübt hatte, in den Zuständigkeitsbereich (west)deutscher Beamte rücküberführt. In einer Entscheidung vom 7. Mai 1954 führte das Bundesverwaltungsgericht aus, dass das NÄG nach Art. 125 Grundgesetz im Rahmen der konkurrierenden Gesetzgebung als Bundesrecht fortgelte.
Wie schon vor 1945 wurde bis zum Inkrafttreten des Familiengesetzbuchs in der DDR bzw. bis zur Eherechtsreform in der BRD stets der Name des Mannes der Ehename; die Frau konnte schon damals ihren Geburtsnamen an den Ehenamen anhängen (Doppelname). Einer schuldig geschiedenen Frau konnte der Mann die Weiterführung seines Namens untersagen. Seit April 1966 in der DDR und seit Juli 1976 in der BRD haben Eheleute die Möglichkeit, den Namen des Mannes oder der Frau als Ehenamen zu wählen.

### Seit der Wiedervereinigung
Seit einer Entscheidung des Bundesverfassungsgerichts vom März 1991 ist es auch möglich, keinen Ehenamen festzulegen. In diesem Fall behält jeder Ehegatte den zum Zeitpunkt der Eheschließung geführten Namen (getrennte Namensführung) so lange, bis die Ehegatten zu einem beliebigen Zeitpunkt gegenüber dem Standesbeamten durch öffentlich zu beglaubigende Erklärung einen Ehenamen bestimmen.
Seit Mai 2025 gilt ein neues Namensrecht. Seitdem dürfen auch beide Eheleute – nicht wie bisher nur einer der beiden – nach der Heirat einen Doppelnamen annehmen; Kinder können einen Doppelnamen auch dann erhalten, wenn die Eltern selbst keinen Doppelnamen, sondern verschiedene führen.
| Jahr | Name des Mannes ist Ehename | Name der Frau ist Ehename | Frau oder Mann führt Begleitnamen | kein gemeinsamer Name |
| ---- | --------------------------- | ------------------------- | --------------------------------- | --------------------- |
| 1976 | 31.801 (96,9 %)             | 218 (0,7 %)               | 780 (2,4 %)                       | 36 (0,1 %)            |
| 1986 | 29.779 (93,0 %)             | 619 (1,9 %)               | 1.547 (4,8 %)                     | 70 (0,2 %)            |
| 1996 | 25.426 (79,7 %)             | 1.030 (3,2 %)             | 2.509 (7,9 %)                     | 2.948 (9,2 %)         |
| 2006 | 24.734 (76,2 %)             | 1.305 (4,0 %)             | 2.178 (6,7 %)                     | 4.251 (13,1 %)        |
| 2016 | 40.155 (71,9 %)             | 3.203 (5,7 %)             | 3.448 (6,2 %)                     | 9.060 (16,2 %)        |

#### Verpartnerung gleichgeschlechtlicher Personen zwischen 2001 und 2017
In § 3 Lebenspartnerschaftsgesetz (LPartG) waren analoge Regelungen zu einem Lebenspartnerschaftsnamen festgehalten.